# Michelangelo Castelli
Michelangelo Castelli (4 de dezembro de 1808 - 20 de agosto de 1875) foi um político e escritor italiano.

## Biografia
Nascido em Racconigi numa família rica em ideias jacobinas, Castelli estudou Direito na Universidade de Torino, graduando-se em julho de 1835. Em outubro do mesmo ano foi eleito, com apenas 27 anos, Prefeito de Racconigi, cargo que ocupou até 1837. A partir de 1847 colaborou com o jornal Il Risorgimento de Turim, trabalhando na seção política ao lado de Camillo Benso, conde de Cavour, o diretor do jornal.
Amigo e confidente de Cavour, Castelli foi eleito pela primeira vez Membro do Parlamento do Reino da Sardenha na sua primeira legislatura, em 1848. Deputado por cinco legislaturas (1849-1859) em 1852, foi nomeado Secretário do Ministério do Interior, cargo que ocupou até março de 1854. Em julho de 1854, foi nomeado Diretor Geral do Arquivo Geral de Turim. Em 29 de junho de 1860, foi nomeado senador do Reino da Sardenha.
Castelli foi o primeiro secretário da Ordem dos Santos Maurício e Lázaro.